# Ophiomyia lunatica
Ophiomyia lunatica este o specie de muște din genul Ophiomyia, familia Agromyzidae, descrisă de Spencer în anul 1961. Conform Catalogue of Life specia Ophiomyia lunatica nu are subspecii cunoscute.